# Varka-Syl'ky
Il Varka-Syl'ky (in russo Варка-Сылькы?) è un fiume della Russia siberiana occidentale (Circondario Autonomo Jamalo-Nenec, rajon Krasnosel'kupskij), affluente sinistro del Taz.
Nasce e scorre nella parte settentrionale del bassopiano della Siberia occidentale, in un ambiente piatto e paludoso, coperto dalla taiga; confluisce nel fiume Taz a 354 km dalla foce, circa 40 km a nord della città di Krasnosel'kup. I suoi maggiori tributari sono i fiumi Koryl'ky e Kataral'ky dalla sinistra idrografica, Kupamel'ky e Kopamnjaryl'ky dalla destra.
Il Varkasyl'ky ha un regime analogo alla maggior parte dei fiumi della zona: gelato per circa 7 mesi l'anno (da fine ottobre a fine maggio), manifesta la piena annuale nel periodo compreso fra metà maggio e fine luglio; i minimi annuali di portata si registrano in marzo-aprile, i massimi in giugno.
Il fiume non incontra alcun centro urbano di rilievo in tutto il suo corso.